# Kush Maini
Kush Maini (Bangalore, India; 22 de septiembre de 2000) es un piloto de automovilismo indio. Fue tercero en el Campeonato Británico de Fórmula 3 BRDC en 2018 y subcampeón en 2020. En 2022 corrió en el Campeonato de Fórmula 3 de la FIA con MP Motorsport. Desde 2023 compite en el Campeonato de Fórmula 2 de la FIA, actualmente con DAMS Lucas Oil.
Maini está representado por el expiloto y dos veces campeón de Fórmula 1 Mika Häkkinen y es miembro de la Academia Alpine, así como piloto reserva de la escudería Alpine en 2025.

## Carrera

### Fórmula 4

#### 2016
Maini comenzó su carrera en monoplazas en 2016, compitiendo para BVM Racing en el Campeonato de Italia de Fórmula 4. Su campaña comenzó de manera sólida, sumando puntos en las primeras seis carreras del año. 
Después de una mitad de año difícil, el indio logró su primer podio en las carreras de autos, logrando el tercer lugar en la carrera final en Vallelunga. Terminó la temporada 16 en la clasificación y terminó quinto en el campeonato de novatos.

#### 2017
Para 2017, Maini se mudó a Jenzer Motorsport, una vez más compitiendo en el Campeonato de Italia de Fórmula 4, junto con Giorgio Carrara, Federico Malvestiti, Giacomo Bianchi y Job van Uitert. El segundo año de Maini resultaría ser más exitoso, con dos podios en Imola y Monza, así como una gran cantidad de resultados entre los cinco primeros que lo ayudaron a terminar octavo en los resultados finales.

### Fórmula 3 de la FIA

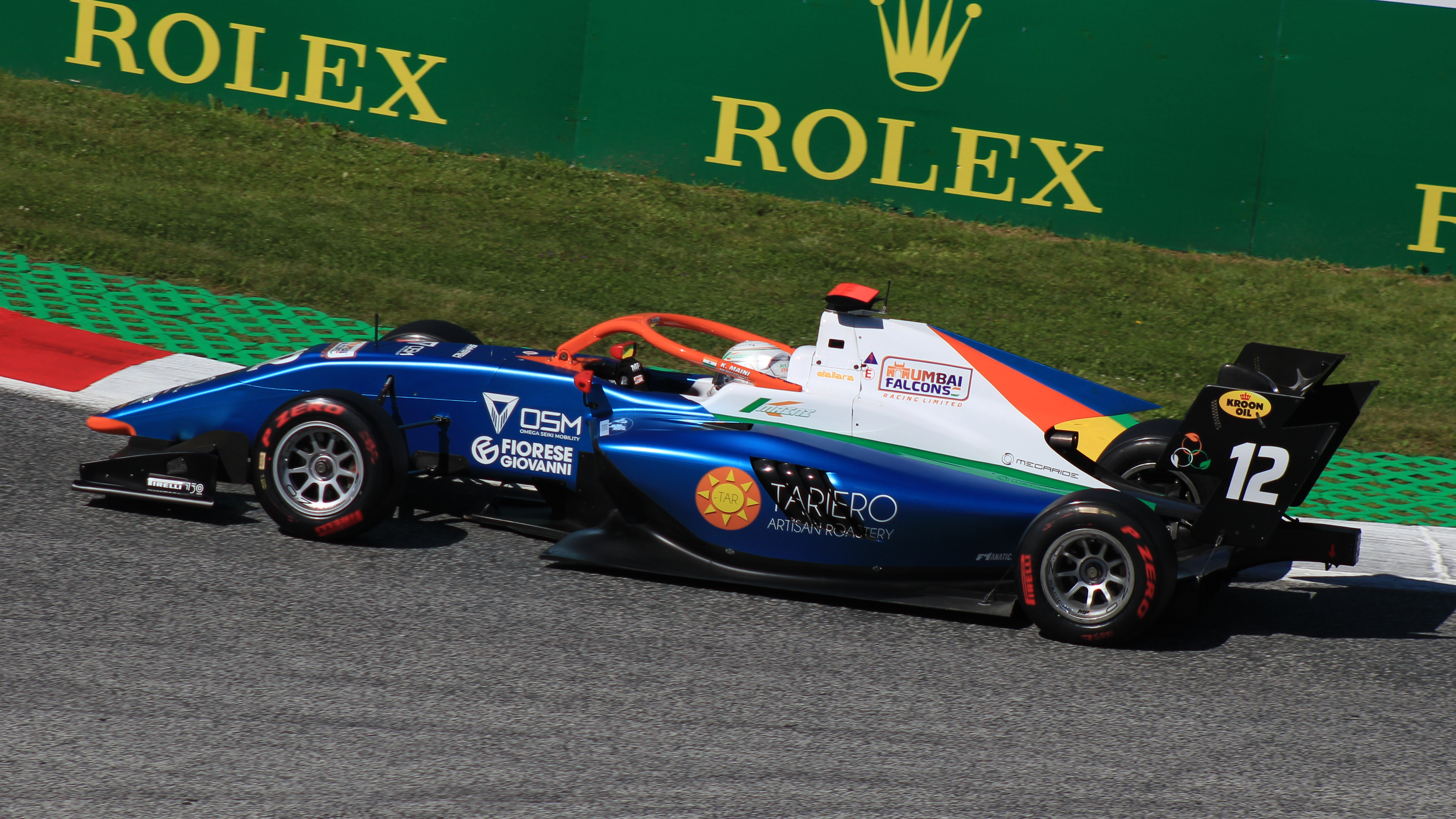
Maini en el Red Bull Ring, 2022.

Maini avanzó al Campeonato de Fórmula 3 de la FIA en 2022, conduciendo junto a Caio Collet y Alexander Smolyar en MP Motorsport. Comenzó su temporada clasificándose en tercer lugar en Baréin, sin embargo, Maini se vería obligado a comenzar desde la parte trasera de la parrilla para ambas carreras debido a que perdió la báscula puente durante la sesión.
En la siguiente ronda en Imola, Maini anotó sus primeros puntos de la temporada con un quinto puesto. Siguieron más puntos en Silverstone, donde Maini perdió el podio ante Reece Ushijima en la carrera sprint. Maini viviría su mejor resultado de la temporada en el Hungaroring, finalizando tercero el sábado, consiguiendo así su único podio del año, y séptimo el domingo.
Sin embargo, este terminaría siendo su último resultado en los puntos del año, ya que Maini terminó 14.º en la clasificación de pilotos.

### Fórmula 2 de la FIA
En noviembre de 2022, se confirmó que Maini conduciría para Campos Racing en la temporada de Fórmula 2 de 2023, además de que también participaría en la prueba de postemporada de Fórmula 2 de 2022 en el circuito Yas Marina.

## Resumen de carrera
| Temporada | Categoría                                          | Equipo                           | Carreras     | Victorias    | Poles        | VR           | Podios       | Puntos       | Pos.         |
| --------- | -------------------------------------------------- | -------------------------------- | ------------ | ------------ | ------------ | ------------ | ------------ | ------------ | ------------ |
| 2016      | Campeonato de Italia de Fórmula 4                  | BVM Racing                       | 21           | 0            | 0            | 0            | 1            | 53           | 16.º         |
| 2017      | Campeonato de Italia de Fórmula 4                  | Jenzer Motorsport                | 21           | 0            | 0            | 0            | 2            | 114          | 8.º          |
| 2017      | ADAC Fórmula 4                                     | Jenzer Motorsport                | 3            | 0            | 0            | 0            | 0            | 0            | NC†          |
| 2018      | Campeonato Británico de Fórmula 3 BRDC             | Lanan Racing                     | 23           | 1            | 2            | 4            | 8            | 366          | 3.º          |
| 2019      | Eurocopa de Fórmula Renault                        | M2 Competition                   | 20           | 0            | 0            | 0            | 1            | 102          | 6.º          |
| 2020      | Campeonato Británico de Fórmula 3 BRDC             | Hitech Grand Prix                | 24           | 3            | 2            | 1            | 12           | 448          | 2.º          |
| 2021      | Campeonato Asiático de F3                          | Mumbai Falcons India Racing Ltd. | 14           | 0            | 0            | 2            | 1            | 55           | 11.º         |
| 2021      | Campeonato Mundial de Resistencia de la FIA - LMP2 | ARC Bratislava                   | 1            | 0            | 0            | 0            | 0            | 1            | 30.º         |
| 2022      | Campeonato de Fórmula 3 de la FIA                  | MP Motorsport                    | 18           | 0            | 0            | 0            | 1            | 31           | 14.º         |
| 2023      | Campeonato de Fórmula 2 de la FIA                  | Campos Racing                    | 26           | 0            | 0            | 0            | 1            | 62           | 11.º         |
| 2024      | Campeonato de Fórmula 2 de la FIA                  | Invicta Racing                   | 28           | 1            | 1            | 0            | 5            | 74           | 13.º         |
| 2025      | Campeonato de Fórmula 2 de la FIA                  | DAMS Lucas Oil                   | Disputándose | Disputándose | Disputándose | Disputándose | Disputándose | Disputándose | Disputándose |
| Fuente:   |                                                    |                                  |              |              |              |              |              |              |              |

## Resultados

### Campeonato de Fórmula 3 de la FIA
(Clave) (negrita indica pole position) (cursiva indica vuelta rápida puntuable)

| Año  | Escudería     | 1   | 1   | 2   | 2   | 3   | 3   | 4   | 4   | 5   | 5   | 6   | 6   | 7   | 7   | 8   | 8   | 9   | 9   | Pos. | Puntos | Ref.   |
| ---- | ------------- | --- | --- | --- | --- | --- | --- | --- | --- | --- | --- | --- | --- | --- | --- | --- | --- | --- | --- | ---- | ------ | ------ |
| 2022 | MP Motorsport | SAK | SAK | IMO | IMO | BAR | BAR | SIL | SIL | SPI | SPI | BUD | BUD | SPA | SPA | ZAN | ZAN | MNZ | MNZ | 14.º | 31     | [ 14 ] |
| 2022 | MP Motorsport | 15  | 16  | 20  | 5   | 17  | 25  | 4   | 22  | 19  | 24† | 3   | 7   | 13  | Ret | 18  | 11  | 11  | 13  | 14.º | 31     | [ 14 ] |

### Campeonato de Fórmula 2 de la FIA
(Clave) (negrita indica pole position) (cursiva indica vuelta rápida puntuable)

| Año   | Escudería      | 1   | 1   | 2   | 2   | 3   | 3   | 4   | 4   | 5   | 5   | 6   | 6   | 7   | 7   | 8   | 8   | 9   | 9   | 10  | 10  | 11  | 11  | 12  | 12  | 13  | 13  | 14  | 14  | Pos. | Puntos | Ref.   |
| ----- | -------------- | --- | --- | --- | --- | --- | --- | --- | --- | --- | --- | --- | --- | --- | --- | --- | --- | --- | --- | --- | --- | --- | --- | --- | --- | --- | --- | --- | --- | ---- | ------ | ------ |
| 2023  | Campos Racing  | SAK | SAK | YED | YED | MEL | MEL | BAK | BAK | MON | MON | BAR | BAR | SPI | SPI | SIL | SIL | BUD | BUD | SPA | SPA | ZAN | ZAN | MNZ | MNZ | YMC | YMC |     |     | 11.º | 62     | [ 15 ] |
| 2023  | Campos Racing  | 7   | 4   | 5   | 12  | 3   | 9   | 4   | 5   | 13  | 6   | 18  | 17  | 16  | Ret | 13  | Ret | 6   | 20  | 18  | 8   | Ret | 18  | 5   | Ret | 13  | 9   |     |     | 11.º | 62     | [ 15 ] |
| 2024  | Invicta Racing | SAK | SAK | YED | YED | MEL | MEL | IMO | IMO | MON | MON | BAR | BAR | SPI | SPI | SIL | SIL | BUD | BUD | SPA | SPA | MNZ | MNZ | BAK | BAK | LUS | LUS | YMC | YMC | 13.º | 74     | [ 16 ] |
| 2024  | Invicta Racing | 13  | 7   | 8   | 2   | 3   | 12  | 8   | 14  | Ret | 17  | 2   | 6   | 7   | 17  | 3   | 19  | 1   | 7   | 13  | 15  | 11  | 15  | 9   | DSQ | 20† | 14  | 17  | 12  | 13.º | 74     | [ 16 ] |
| 2025* | DAMS Lucas Oil | MEL | MEL | SAK | SAK | YED | YED | IMO | IMO | MON | MON | BAR | BAR | SPI | SPI | SIL | SIL | SPA | SPA | BUD | BUD | MNZ | MNZ | BAK | BAK | LUS | LUS | YMC | YMC | 12.º | 26     | [ 17 ] |
| 2025* | DAMS Lucas Oil | 16  | C   | 16  | 18  | 10  | 10  | 13  | 21  | 1   | 6   | 16  | 7   | 17  | 16  | 4   | 16  |     |     |     |     |     |     |     |     |     |     |     |     | 12.º | 26     | [ 17 ] |

- * Temporada en progreso.

## Vida personal
Es el hermano menor de Arjun Maini, también piloto de carreras que compitió en GP3 y Fórmula 2, y sobrino del magnate indio Chetan Maini.